# Mon amour (chanson d'Elsa)
Pour les articles homonymes, voir Mon amour.
Singles de Elsa
Le temps tourne à l'orage (Novembre 1997) À quoi ça sert (Octobre 2004)
Pistes de De lave et de sève
Lune noire
Mon amour est le 22e single d'Elsa ainsi que le 1er extrait de son album De lave et de sève.
Après sept ans d'absence en chanson dus à un long procès avec son ancienne maison de disques, Elsa revient avec une mélodie sombre à l'image du vidéo clip qui l'accompagne et de la pochette du disque qui la représente le visage pâle avec une main noire sur la joue.
La chanson est écrite par Benjamin Biolay et composée par celui-ci avec Keren Ann.

## Vidéo clip
Le clip, en noir et blanc, est réalisé par Paf le Chien (Stéphanie Di Giusto).
Il montre une Elsa assez proche des actrices de films d'horreur d'avant guerre. Le clip est d'ailleurs un clin d'œil à ces vieux films noirs, dont il reprend toute la veine, avec des images noires et inquiétantes.
Elsa a des faux airs de Greta Schröder dans Nosferatu le vampire.
Pour cette interprétation, elle a reçu le prix d'interprétation féminine au Festival International des Arts du Clip 2004.

## Supports commerce
- CD monotitre promotionnel avec ou sans plan média, format 33 tours ou format CD
  - Piste 1 : Mon Amour   2:59

- Téléchargement légal